# Трикратский лес
Трикратский лес — общее название государственных заповедных урочищ, расположенных в Вознесенском районе Николаевской области Украины неподалёку от села Трикраты.
Включает в себя урочища «Васильева пасека» и «Лабиринт». Через Трикратский лес протекает река Арбузинка. Площадь заповедного урочища — 247 гектар.
Трикратский лес был высажен в первой половине XIX века графом В. П. Скаржинским неподалёку от его поместья. Изначально территория леса представляла собой парк, с большим количеством тропинок и мостиков, перекинутых через рукава реки, за что и получила название «Лабиринт». В центре леса расположено озеро, пользующееся популярностью у рыбаков.
Наибольшая ценность Трикратского леса — старые 120—200-летние дубы, которых насчитывается более 350. Также примечателен «Миронов сад» — единственное место в Николаевской области, где расположены колонии серых цапель.
Поблизости от Трикратского леса расположен Актовский каньон.